# Filips II van Erbach
Filips II (ca. 1430 – Amberg, 21 april 1477) was schenk en heer van Erbach-Erbach van 1457 tot zijn dood. 
Filips II was de tweede zoon van Koenraad IX en Anna von Bickenbach. In 1457 trok zijn vader zich terug in het  klooster van Schönau. Filips volgde hem op als Schenk van Erbach. Als trouw aanhanger van keurvorst Frederik I van de Palts streed hij in 1462 mee in de strijd om bisschopszetel van Mainz.
Filips overleed in 1477 en werd begraven in de Abdij van Schönau.

## Huwelijk en kinderen
Filips trouwde in 1462 met Margareta van Hohenlohe, een dochter van graaf Kraft V van Hohenlohe en Ziegenhain. Filips en Margaretha hadden drie kinderen:
- Erasmus (ca. 1466–1503), schenk en heer van Erbach
- Magdalena  († 1510), hofdame in Heidelberg
- Anna († na 1519), meesteres van het Klooster van Konradsdorf